# ATC (V01)
Jest to część klasyfikacji anatomiczno-terapeutyczno-chemicznej:
- V – Różne
  - V 01 – Alergeny
  - V 03 – Pozostałe środki lecznicze
  - V 04 – Środki diagnostyczne
  - V 06 – Preparaty żywieniowe
  - V 07 – Wszystkie inne preparaty nieterapeutyczne
  - V 08 – Środki cieniujące
  - V 09 – Radiofarmaceutyki diagnostyczne
  - V 10 – Radiofarmaceutyki lecznicze
  - V 20 – Opatrunki chirurgiczne

Obejmuje ona alergeny:

## V 01 A – Alergeny
- V 01 AA – Wyciągi alergenów
  - V 01 AA 01 – Pierze
  - V 01 AA 02 – pyłki traw
  - V 01 AA 03 – Roztocza kurzu domowego
  - V 01 AA 04 – pleśń i drożdże
  - V 01 AA 05 – pyłki drzew
  - V 01 AA 07 – owady
  - V 01 AA 08 – pokarm
  - V 01 AA 09 – Tkaniny
  - V 01 AA 10 – kwiaty
  - V 01 AA 11 – zwierzęta
  - V 01 AA 20 – różne